# Øyslebø kommun
Øyslebø kommun (norska: Øyslebø kommune) var en kommun i Vest-Agder fylke i södra Norge. Kommunen omfattade ett område i den östra delen av nuvarande Lindesnes kommun (Øyslebø socken) samt ett område i den sydvästra delen av nuvarande Kristiansands kommun (Brunvatne krets). Tätorten Øyslebø utgjorde kommunens centralort.

## Administrativ historik
Øyslebø kommun upprättades den 1 januari 1899 när den dåvarande kommunen Øyslebø og Laudal delades i två och de båda kommunerna Øyslebø respektive Laudal bildades. Kommunen hade 991 invånare vid upprättandet.
Den 1 januari 1964 upplöstes kommunen och delades. Huvuddelen (med 1 068 invånare) fördes, tillsammans med Laudals kommun och delar av kommunerna Bjelland och Finsland, till den då nybildade Marnardals kommun (sedan den 1 januari 2020 en del av Lindesnes kommun) medan Brunvatne krets (med 44 invånare) fördes, tillsammans med en del av Holums kommun, till Søgne kommun (sedan den 1 januari 2020 en del av Kristiansands kommun). Kommunen hade vid delningen totalt 1 112 invånare.